# Енканто: Магични свет
Енканто: Магични свет или само Енканто (енгл. Encanto) амерички је рачунарски-анимирани мјузикл фантастично-хумористички филм из 2021. године, продуцента Walt Disney Animation Studios-а и дистрибутера -а. Представља 60. филм који је студио продуцирао, док су га режирали Џаред Буш и Бајрон Хауард, корежирала сценаристкиња Чарис Кастро Смит и продуцирали Ивет Мерио и Кларк Спенсер, са оригиналним песмама које је написао Лин-Мануел Миранда. Гласове позајмљују Стефани Беатрис, Марија Сесилија Ботеро, Џон Легвизамо, Мауро Кастиљо, Џесика Дероу, Енџи Сепеда, Каролина Гаитан, Дајана Гереро и Вилмер Валдерама.
Премијера филма била је 3. новембра 2021. године у Ел Капитан театру у Лос Анђелесу, објављен је у биоскопима 24. новембра 2021. године у Сједињеним Државама. Филм је објављен 25. новембра 2021. године у биоскопима у Србији, дистрибутера MegaCom Film-а. Српску синхронизацију радио је студио Ливада Београд. Добио је позитивне критике критичара и зарадио 255,9 милиона долара.  Телевизијска премијера филма је одржана 1. јануара 2024. године на каналу РТС 2.

## Радња
Анимирана прича о необичној породици Мадригал, која живи скривена у магичној кући у планинама Колумбије, у дивном и шармантном месту званом Енканто. Магија Енканта благословила је свако дете у породици јединственим даром, од супер снаге до моћи исцељења, свако дете, осим једно — Мирабел. Али када открије да је магија која окружује Енканто у опасности, Мирабел схвата да би она, једина „нормална“ Мадригал, могла да буде последња нада своје изузетне породице.
Марибел је симпатична, смешна, помало трапава петнаестогодишњакиња која носи наочаре и не одваја се од своје хармонике. Једина у породици нема магијом обојену свакодневицу, јер је како кажу њени пријатељи и породица — можда дар мало игнорише.

## Гласовне улоге
| Улога       | Изворни глас                                         | Српски глас                                          |
| ----------- | ---------------------------------------------------- | ---------------------------------------------------- |
| Мирабел     | Стефани Беатрис                                      | Ивона Рамбосек                                       |
| Абуела Алма | Марија Сесилија Ботеро (говор) Олга Мередиз (певање) | Злата Нуманагић (говор) Оливера Павићевић (певање)   |
| Бруно       | Џон Легвизамо                                        | Дубравко Јовановић (говор) Александар Кобац (певање) |
| Феликс      | Мауро Кастиљо                                        | Дејан Гладовић                                       |
| Луиса       | Џесика Дероу                                         | Ана Вучић                                            |
| Хулијета    | Енџи Сепеда                                          | Леонтина Вукомановић                                 |
| Пепа        | Каролина Гаитан                                      | Јелена Пајић                                         |
| Исабела     | Дајана Гереро                                        | Ирина Арсенијевић                                    |
| Агустин     | Вилмер Валдерама                                     | Марко Марковић                                       |
| Долорес     | Адаса                                                | Ђурђина Радић                                        |
| Камило      | Рензи Фелиз                                          | Исак Шабановић                                       |
| Антонио     | Рави Кабот-Коњерс                                    | Богдан Вујић                                         |
| Мариано     | Малума                                               | Никола Миленковић                                    |